# Sponville
 Sponville  là một xã thuộc tỉnh Meurthe-et-Moselle trong vùng Grand Est đông bắc nước Pháp. Xã này nằm ở khu vực có độ cao trung bình 340 mét trên mực nước biển.